# Julie Clary
Pour les articles homonymes, voir Clary (homonymie).
Titres
Reine de Naples
30 mars 1806 – 8 juin 1808
(2 ans, 2 mois et 9 jours)
Reine consort d'Espagne
8 juin 1808 – 11 décembre 1813
(5 ans, 6 mois et 3 jours)
Marie Julie Clary, née le 26 décembre 1771 à Marseille et morte le 7 avril 1845 à Florence (Toscane), est l'épouse de Joseph Bonaparte et par conséquent reine de Naples de 1806 à 1808, puis reine d'Espagne de 1808 à 1813.

## Biographie

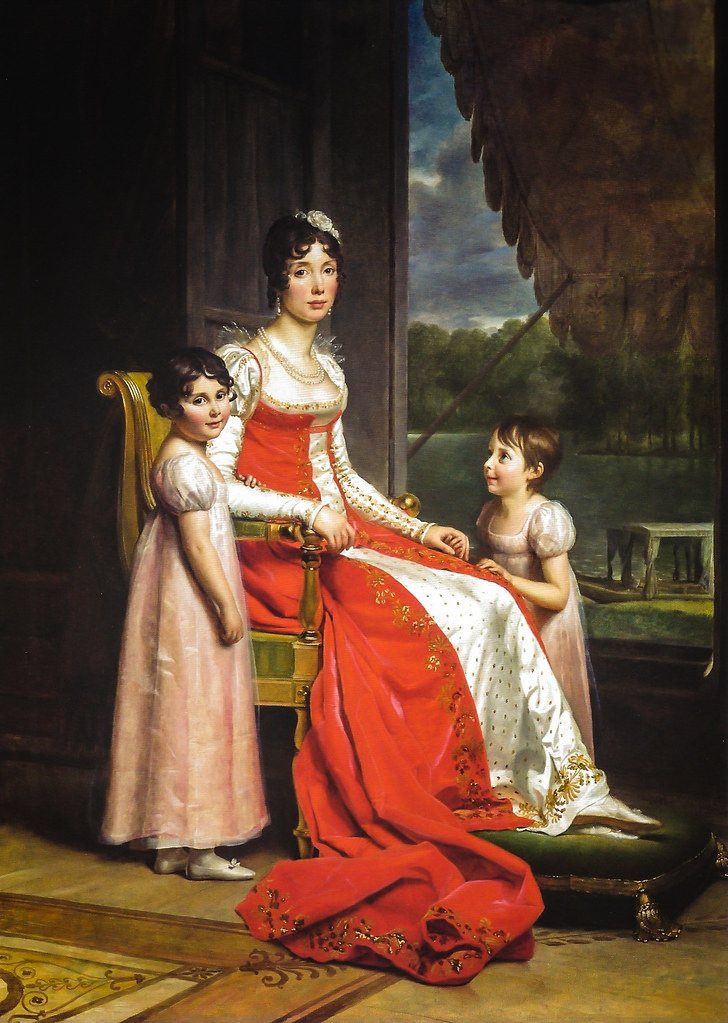
François Gérard (1808). La reine Julie et ses deux filles, les princesses Zénaïde et Charlotte. Dublin, Galerie nationale d'Irlande.

Elle était la fille de François Clary (1725-1794), négociant à Marseille, et de Françoise Rose Somis (1737-1815). Le 1er août 1794, Julie Clary épouse Joseph Bonaparte, frère de Napoléon, à Cuges-les-Pins.
En 1806, Joseph Bonaparte est fait roi de Naples, Julie devient ainsi reine de Naples. Mais en 1808, Joachim Murat monte sur le trône de Naples en remplacement de Joseph qui est fait roi d'Espagne. À nouveau reine, Julie préfère cependant demeurer à Mortefontaine dans l'Oise, où elle est tenue informée des relations adultères de son mari avec Teresa de Montalvo, comtesse douairière de Jaruco et María del Pilar Acedo y Sarriá, marquise de Montehermoso.
Après la défaite de l'armée française de Napoléon à la bataille de Vitoria, le 21 juin 1813 et l'entrée des troupes alliées à Paris en 1814, Julie achète le château de Prangins en Suisse, près du lac Léman.
En 1816, sa sœur Désirée devenue en 1810 princesse de Suède l'emmène en voyage en Suède, malgré les craintes de son mari qui estime que la présence d'un membre de la famille Bonaparte pourrait être prise comme une provocation.
Julie se rend ensuite à Francfort, où elle demeure avec ses filles pendant six ans, séparée de son mari franco-américain. Plus tard, elle s'installe à Bruxelles, puis à Florence, au Palais de la Serristori. Bien qu'épouse du prétendant impérial au trône de France de 1832 à 1844, elle ne tente pas de renouer avec le peuple français. Pendant cette période, elle perd contact avec sa sœur Désirée, qui en tant que reine s'est installée en Suède.
En 1840, Joseph la rejoint à Florence. En dépit de son adultère, elle parle de lui en tant que « son mari bien-aimé ». Il meurt dans ses bras le 28 juillet 1844, à l'âge de soixante-seize ans. Elle le rejoint huit mois plus tard, le 7 avril 1845, à l'âge de soixante-treize ans. Leurs corps sont inhumés côte à côte en la basilique Santa Croce de Florence.
Dix-sept ans plus tard, en 1862, Napoléon III, devenu empereur des Français, rapatrie la dépouille de Joseph pour l'inhumer à la droite de Napoléon Ier. Les restes de Julie, comtesse de Survilliers, demeurent toujours à la basilique Santa Croce, à côté de ceux de sa fille Charlotte, décédée le 3 mars 1839, à l'âge de trente-sept ans, en donnant naissance à un enfant mort-né.

## Descendance
Du mariage de Julie avec Joseph Bonaparte naîtront trois filles :
- Julie Joséphine Bonaparte (née et décédée en 1796) ;
- Zénaïde Bonaparte (1801-1854), mariée avec Charles-Lucien Bonaparte (1803-1857), et descendance ;
- Charlotte Bonaparte (1802-1839), mariée avec Napoléon-Louis Bonaparte (1804-1831), roi de Hollande en 1810, sous le nom de Louis II de Hollande, sans postérité.

## Dans la culture
Films et téléfilms faisant figurer le personnage :
- 1942 : Le Destin fabuleux de Désirée Clary de Sacha Guitry avec Yvette Lebon
- 1954 : Désirée d'Henry Koster avec Elizabeth Sellars
- 1955 : Napoléon de Sacha Guitry avec Michèle Cordoue
- 2002 : Napoléon (mini-série télévisée) avec Deborah Rudetzki